# Seo Min-woo
Seo Min-woo (hangul: 서민우; hanja: 徐敏宇; 8 de fevereiro de 1985 – 25 de março de 2018), mais frequentemente creditado apenas como Minwoo (hangul: 민우), foi um cantor e ator sul-coreano. Ficou mais popularmente conhecido por ter sido integrante do grupo masculino 100%, formado pela gravadora TOP Media.

## Carreira

### Antes da estreia
Minwoo apareceu durante a promoção de Andy para sua canção Single Man, juntamente com o segundo integrante do Jumper, Park Dong-min. Minwoo também atuou como ator: ele estrelou no drama da KBS2 em 2006, intitulada Sharp 3, no drama de 2007 da SBS, The King and I e em dois filmes: Crazy Waiting (2007) e Where Are You Going? (2009).

### 2012:Love and War 2e 100%
Em 2013, Minwoo fez um cameo no drama da KBS2, Marriage Clinic: Love and War 2.
Minwoo foi escolhido como um membro do grupo 100%, o grupo sul-coreano de 7 membros que estreou em setembro de 2012 sob a empresa TOP Media de Andy Lee, com seu primeiro álbum intitulado We, 100%.

### 2014: Serviço militar
Em 4 de março de 2014, Minwoo iniciou seu serviço militar obrigatório. Ele se alistou como um soldado de serviço ativo. Minwoo terminou seu serviço militar após 21 meses, em 4 de dezembro de 2015.

## Morte
Em 25 de março de 2018, foi revelado que Minwoo havia sofrido um ataque cardíaco, resultando em sua morte, ocorrida em sua casa em Gangnam-gu, Distrito de Seul. A TOP Media, gravadora de Minwoo, posteriormente confirmou seu falecimento através de um comunicado.

## Filmografia
- 17 de junho de 2013: Beatles Code 2 - convidado com Shinhwa, Chunji (Teen Top) e Hyoeun (Stellar).[10]
- 2013: All The Kpop
- 2013: Weekly Idol